# Club Social y Deportivo Progresista
El Club Social y Deportivo Progresista es un club deportivo argentino de fútbol fundado en 1902 en la localidad de Piñeyro, ubicada en el partido de Avellaneda que se encuentra en el Gran Buenos Aires. Este club es reconocido por haber jugado algunas temporadas en la Primera División de Argentina, la máxima categoría del fútbol argentino, y por ser el primer campeón de la tercera división en el profesionalismo.

## Historia
Fue fundado el 24 de febrero de 1902 como Progresista Football Club; aunque también posee una segunda fecha de fundación, el 1 de noviembre de 1907, oficial para las antecesoras de la AFA.

### Afiliación y primeros títulos
En 1913, el club se afilia a la Asociación Argentina de Football y hace su debut en la Sección 2 de la División Intermedia. Ese mismo año obtiene la Copa de Competencia de División Intermedia.
En aquella división continuó compitiendo sin mayor éxito, llegando a evitar el descenso en 1917. Por su parte, el equipo juvenil obtuvo la Copa de Competencia de Tercera División en 1916.

### El ascenso a Primera División
Su rendimiento fue mejorando en 1920, al quedar segundo en la Zona Sur, debajo de El Porvenir que sería el campeón.
El torneo de 1921 tuvo un irregular desarrollo, siendo momentáneamente suspendido. Finalmente compitió en la Zona Extra del torneo, que otorgaba 5 ascensos a la máxima categoría. El torneo terminó finalizado con varios partidos pendientes y, con Progresista en tercer lugar, obtuvo el ascenso a Primera División.

#### Debut en Primera División
El 23 de abril de 1922 hizo su debut en la Copa Campeonato, cayendo por 1 a 0 ante Porteño. Luego de cuatro derrotas consecutivas, logró su primer punto ante Sportivo Barracas, al empatar 0 a 0 el 21 de mayo.
El 28 de mayo se enfrentó por primera vez a uno de los cinco grandes, Boca Juniors, en su campo de Gerli. Comenzó ganando la visita, pero a las 44 minutos Cevasco anotó el empate de penal. Finalmente los xeneizes ganarían el partido en el segundo tiempo, finalizando 3 a 1.
El 4 de junio visitó a Huracán en su campo de juego de Pompeya, donde logró un histórico empate por 3 a 3 ante el equipo que obtendría el bicampeonato. Los goles de la visita los anotaron Vázquez y Gurrutchague, además de Nóbile en contra.
El primer triunfo del equipo llegó el 17 de septiembre en su visita a Boca Alumni, que hizo de local en la cancha de Del Plata, vendiendo por 4 a 3. Su segundo triunfo llegó el 15 de octubre ante Nueva Chicago, al que venció por 5 a 3. El día 29 disputó el clásico ante El Porvenir, igualando 0 a 0.
A pesar de los destacados resultados, el equipo tuvo un flojo desempeño en general y finalizó penúltimo habiendo perdido la mayoría de sus partidos.

### La fusión

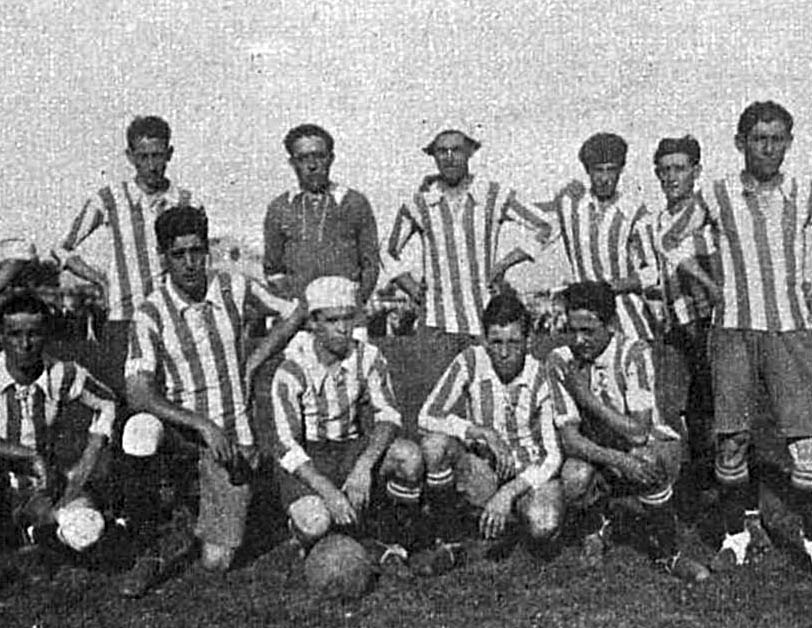
Formación del equipo que enfrentó a Huracán, el 15 de abril de 1923.

En el torneo de 1923 tuvo una mejoría en su rendimiento, finalizando undécimo. Entre sus destacados triunfos logró un 4 a 0 en su visita a Porteño y un 3 a 0 sobre Villa Urquiza.
En 1924, el club se fusionó con el Club Social Progresista y con el Sportman Club Piñeyro, y pasó a denominarse Club Progresista, Social y Deportivo. En el torneo de aquel año volvió a decaer su rendimiento, finalizando vigésimo, solo por encima de Del Plata y Villa Urquiza.

### Debut en una copa nacional
En el torneo de 1925 volvió a repuntar su rendimiento, finalizando noveno. Entre sus triunfos se destaca el 5 a 2 en su visita a Barracas.
Aquel año también disputó por primera vez la Copa de Competencia Jockey Club: el 6 de septiembre venció a Boca Alumni, avanzando a octavos de final; el 18 de octubre se enfrentó a El Porvenir, igualando 2 a 2 y, en el desempate, cayó por 3 a 2.

### Retorno al ascenso

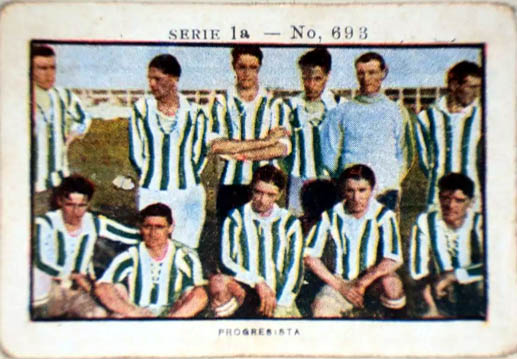
Formación del equipo que disputó la Copa Campeonato y la Copa Estímulo de 1926.

En el torneo de 1926 tuvo un buen inicio, venciendo por 4 a 1 a Porteño. Pero rápidamente su desempeñó decayó nuevamente, perdiendo la mayoría de sus encuentros.
El 17 de octubre hizo su debut en la Copa Estímulo, donde venció por 5 a 1 a Dock Sud, en su mejor partido en Primera División. El 7 de noviembre, cayó por 1 a 0 ante Huracán, que terminaría ganando el grupo.
En noviembre se continuó con la disputa del campeonato. El 18 de noviembre, en medio de las gestiones para la unificación del fútbol argentino, en el texto del Laudo emitido por el presidente de la nación, Marcelo T. de Alvear, en su condición de árbitro elegido por las asociaciones, se resolvió la constitución de la Primera División A con 29 equipos, entre los que no estaba el club. El 5 de diciembre, en medio de un desalentador descenso administrativo, el equipo logró su último triunfo al vencer por 3 a 1 a Chacarita Juniors. Finalmente se despidió de la máxima categoría el 26 de diciembre cayendo por 4 a 0 ante Argentino de Banfield. En la Asamblea del 24 de febrero de 1927, se hizo efectivo el descenso luego de que se resolviera la constitución de la Primera División B, donde fue incluido el equipo.

#### En Primera División B
El 20 de marzo hizo su debut en la Primera División B, cayendo por 4 a 0 ante Colegiales. El flojo arranque puso en alerta al equipo, ya que el contaba con hasta ocho descensos, pero luego estos quedaron suprimidos. Finalmente, el equipo logró repuntar en el torneo, destacándose los triunfos por goleada ante Universal por 7 a 1 y ante Boca Alumni por 5 a 0, finalizando en el puesto 13.
En el torneo de 1928 no tuvo mejoría y finalizó sólo por encima de Palermo, Retiro y Alvear en la tabla de posiciones. En el torneo de 1929 tuvo una leve mejoría en su rendimiento, finalizando décimo.

#### Intentos por volver a Primera
En el torneo de 1930 tuvo un flojo rendimiento al punto de pelear por no descender, perdiendo la mayoría de sus partidos, y finalizó penúltimo a tres puntos de Del Plata.
En el torneo de 1931 logró una abrupta mejoría, triunfando en la mayoría de sus partidos, y peleó por el campeonato hasta las últimas fechas. Entre sus triunfos más destacados están los 4 a 1 ante Temperley y Palermo, los 3 a 0 a Gimnasia de Lanús y Dock Sud, y el 5 a 2 a San Telmo. Finalmente, el equipo finalizó segundo, igualado con All Boys y Boca Alumni, a dos puntos de Liberal Argentino.
El 9 de enero de 1932, arrancó el desempate por el segundo ascenso cayendo por 3 a 1 ante Boca Alumni. Luego cayó por 3 a 0 ante All Boys, diluyendose la ilusión. El 7 de febrero venció por 2 a 1 a Boca Alumni, volviendo la esperanza. El 14 de febrero enfrentó a All Boys, en la necesidad de ganar para forzar un nuevo desempate, y terminó perdiendo por 5 a 2.
En el torneo de 1932, afectado por el retiro de participantes, su rendimiento tuvo una caída abrupta, perdiendo la mayoría de los partidos y logrando evitar el descenso en las últimas fechas.
En marzo de 1933, disputó el Concurso de Eliminación, que otorgaba cuatro ascensos a Primera. Sin embargo, el equipo finalizó último en su grupo al perder los 4 partidos.

#### En Segunda División
El 7 de mayo hizo su debut en el nuevo torneo de Segunda División, que reemplazó a la Primera División B, venciendo por 4 a 1 a Huracán de Lanús. Triunfando en la mitad de sus partidos, finalizó tercero en el Grupo 3.
En el torneo de 1934 tuvo un desempeño similar, logrando quedar segundo en la Zona 2 a diez puntos de Los Andes. Su mejor triunfo fue por 7 a 1 ante Lomas.

### Nuevo descenso y campeón de Tercera División

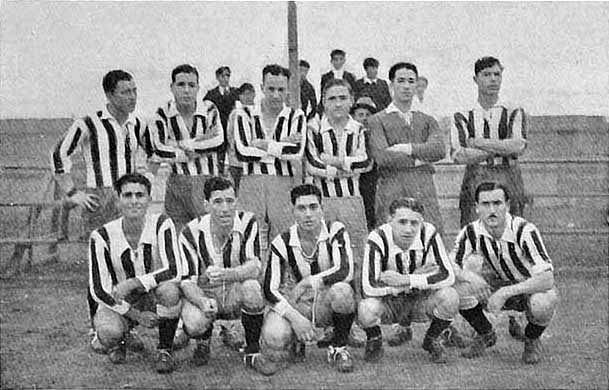
Formación del equipo campeón de Tercera División 1935.

El 3 de noviembre, previo a la disputa de la final de Segunda División, la Asociación se fusionó con la Liga Argentina, que organizaba los campeonatos profesionales desde 1931, para dar surgimiento a la Asociación del Fútbol Argentino. En aquel Pacto de Fusión, se resolvió que 16 de los clubes de Primera División de la exAsociación pasaran a integrar la Segunda División, relegando al resto de los equipos a Tercera División, entre ellos, a Progresista.
El 12 de mayo de 1935, hizo su debut en la Tercera División triunfando por 6 a 3 a Estrella Blanca. El equipo logró adjudicarse el primer lugar de la Zona Sur, ganando casi todos sus partidos, exceptuando una derrota y un empate ante Alsina, y un empate ante El Progreso. Clasificado a la fase final, se enfrentó a Unión de Caseros y a 25 de Mayo, venciendo al primero y empatando con el segundo tanto el partido como el primer puesto.
El 8 de diciembre se disputó el primer desempate en su cancha, venciendo por 2 a 0. El 22 de diciembre visitó a 25 de Mayo en Martínez, cayendo por 3 a 2, y por diferencia de gol se consagró campeón. Debido a que los ascensos y descensos estuvieron suprimidos hasta 1937, el equipo se mantuvo en la división.

### Últimos años en el fútbol argentino
En el torneo de 1936 tuvo un rendimiento similar en su grupo, pero no pudo adijudicarse el primer lugar al igualar en puntos con Alsina. En el desempate, cayó por 2 a 1 en el primer partido e igualó 2 a 2 en el segundo, quedando fuera de la final. En el torneo de 1937, comienza a decaer su rendimiento y termina segundo en su grupo a ocho puntos de Los Andes.

#### La desafiliación
En el torneo de 1938, su rendimiento ya no fue el mismo de los años anteriores a lo que se le sumó una quita de puntos. El 4 de septiembre disputó su último partido en la Asociación, venciendo por 2 a 1 a Mitre. Finalizó el torneo con 10 puntos, solo por encima de Estrella Blanca y de Huracán de Lanús, que también había sufrido una quita de puntos. La dirigencia decide finalmente desafiliarse de la Asociación.

### Actualidad
El club finalmente se alejó de la práctica de fútbol y se acercó a otros deportes como pelota paleta, natación y taekwondo.
En 2015 celebró sus 113 años en su sede con un torneo de pelota paleta. En 2017 inauguró un nuevo palcó en su cancha de pelota paleta.

## Cancha
El club tuvo su campo de juego en la localidad de Gerli, entre las calles Arenales y Sargento Cabral (frente a la Estación Gerli), por este motivo fue el primer Clásico ante su vecino el Club El Porvenir.

## Clásico rival
El club tuvo una fuerte rivalidad con el Club El Porvenir por motivo de la cercanía entre los clubes. Se enfrentaron por primera vez en 1920 en el torneo de División Intermedia. Entre 1922 y 1925 se enfrentaron ininterrumpidamente en los campeonatos de Primera División, llegando a enfrentarse además por la Copa de Competencia. En 1926, debido a la desafiliación de El Porvenir durante el campeonato, no llegaron a enfrentarse.
El último clásico se disputó el 3 de diciembre de 1927, por la fecha 32 de la Primera División B de 1927, donde El Porvenir triunfó por 3 a 0 en la cancha de Progresista. En la siguiente fecha, El Porvenir se consagró campeón y ascendió a Primera División, para ya no volver a disputarse el clásico.

### Partidos
| Primera División 1922; 29 de octubre de 1922 | Progresista | 0:0 | El Porvenir | cancha de Progresista, Gerli |  |

| Primera División 1923; 10 de mayo de 1923 | El Porvenir | 0:0 | Progresista | cancha de Villa Porvenir, Gerli |  |

| Primera División 1923; 28 de octubre de 1923 | Progresista | 4:3 | El Porvenir | cancha de Progresista, Gerli |  |

| Primera División 1924; 21 de diciembre de 1924 | El Porvenir         | 4:0 | Progresista | cancha de Villa Porvenir, Gerli |  |
|                                                | Brancaleone · Tubio |     |             |                                 |  |

| Primera División 1925; 5 de abril de 1925 | El Porvenir | 2:0 | Progresista | cancha de Villa Porvenir, Gerli |  |

| Copa de Competencia Jockey Club 1925; 18 de octubre de 1925 | Progresista | 2:2 | El Porvenir | cancha de Progresista, Gerli |  |

| Copa de Competencia Jockey Club 1925; 20 de octubre de 1925 | El Porvenir | 3:2 | Progresista | cancha de Villa Porvenir, Gerli |  |

| Primera División B 1927; 4 de diciembre de 1927 | Progresista | 0:3 | El Porvenir | cancha de Progresista, Gerli |  |